# Skumfidus
En skumfidus (engelsk: marshmallow) er et stykke slik, der – i sin moderne form – typisk består af sukker, majssirup, pisket æggehvide, vand, gelatine, dextrose og smagsstoffer. Skumfidusen adskiller sig fra andet slik ved sin skum-agtige konsistens. I den traditionelle opskrift anvendtes ekstrakt fra lægestokrose i stedet for gelatine.
Moderne skumfiduser blev opfundet sent i det 19. århundrede. Siden virksomheden Doumak patenterede slikket i 1936 er skumfiduser fremstillet i cylinderform og rullet i en blanding af majsmel og flormelis.
Genmem flere år har man i den engelsktalende verden grillet skumfiduser om sommeren, og de senere år er den skik også slået an i Danmark. Grillningen gør at skumfidusen karameliserer på overfladen og smelter indeni.
Med skumfiduser, chokolade og kiks kan man lave den populære slik s'more.

gåder:
Hvid som sne, blød som sky, jeg smelter væk, når varmen er ny. Jeg kan være i kop eller på pind, men pas på – jeg klistrer din kind! Hvad er jeg?